# Stazione di Gonten
La stazione di Gonten (in tedesco Bahnhof Gonten) è una fermata ferroviaria nell'omonimo distretto svizzero sulla linea Gossau-Appenzello.

## Storia
La stazione fu attivata il 16 agosto 1885, in occasione dell'apertura della tratta Urnäsch-Gontenbad della ferrovia Gossau-Appenzello. L'attuale fabbricato viaggiatori, dalla forma squadrata, è stato costruito tra il 2012 e il 2016, in sostituzione della struttura precedentemente esistente. Al piano superiore si trovano degli studi medici.

## Strutture e impianti
La stazione dispone di un singolo binario dotato di un marciapiede lungo 121 metri per il servizio passeggeri. È dotata di un moderno fabbricato viaggiatori a due piani.

## Movimento
La stazione è servita da treni ogni 30 minuti (e che fermano su richiesta) sulla linea S23 (relazione Gossau - Wasserauen) della rete celere di San Gallo.

## Servizi
- Biglietteria automatica[2]
- Sala d'attesa[2]